# Благоє Паунович
Благоє Паунович (сербохорв. Blagoje Paunović, серб. Благоје Пауновић, 4 червня 1947, Медведжа — 9 грудня 2014, Белград) — югославський футболіст, що грав на позиції захисника. По завершенні ігрової кар'єри — тренер.
Виступав, зокрема, за клуб «Партизан», а також національну збірну Югославії.

## Клубна кар'єра
У дорослому футболі дебютував 1965 року виступами за команду «Партизан», в якій провів десять сезонів, взявши участь у 225 матчах чемпіонату. Більшість часу, проведеного у складі «Партизана», був основним гравцем захисту команди і у 1970-х роках він створив ефективну оборонну зв'язку з Драганом Голцером та Мирославом Павловичем.
1975 року, коли Пауновичу виповнилось 28 років, він отримав право виступати за кордоном і перейшов у нідерландський «Утрехт». Він дебютував за нову команду у Ередивізі 4 січня 1976 року у домашній нічиїй проти клубу «НАК Бреда» (1:1), а останню гру зіграв 13 лютого 1977 року у матчі проти АЗ (1:2).
Повернувшись на батьківщину, він недовго пограв за «Кикинду», а потім знову переїхав за кордон, цього разу до США. Там у Північноамериканській футбольній лізі (NASL) він грав за «Окленд Стомперс» у штаті Каліфорнія, зігравши 23 гри чемпіонату.
Завершив ігрову кар'єру на батьківщині у команді «Синджелич», за яку виступав протягом 1978—1979 років.

## Виступи за збірну
12 листопада 1967 року дебютував в офіційних матчах у складі національної збірної Югославії в рамках кваліфікації до чемпіонату Європи 1968 року у матчі проти Албанії (4:0) у Белграді.
У складі збірної був учасником чемпіонату Європи 1968 року в Італії, де разом з командою здобув «срібло», зігравши у всіх трьох іграх на турнірі.
Востаннє зіграв за збірну 4 лютого 1973 року в товариському матчі проти Тунісу (5:0) в Тунісі. Загалом протягом кар'єри в національній команді, яка тривала 7 років, провів у її формі 39 матчів.

## Кар'єра тренера
По завершенні ігрової кар'єри працював у тренерському штабі «Партизана» помічником Милоша Милутиновича, Івиці Осима, Любиші Тумбаковича та Владимира Вермезовича.
У 1994/95 сезоні Паунович, вже ставши тренером, був першим з п'яти наставників, які керували іспанським « Логроньєсом », який посів останнє місце в Ла Лізі з рекордно низьким результатом у 13 очок. Під керівництвом серба команда провела 11 матчів чемпіонату і здобула лише 4 нічиїх, програвши інші 7 ігор.
З 1999 по 2002 рік він очолював «Телеоптик», після чого тренував «Будучност» (Банатський Двор).
2009 року Паунович очолив тренерський штаб клубу «Смедерево», а останнім місцем тренерської роботи був клуб БАСК (Белград), головним тренером команди якого Благоє Паунович був з 2010 по 2011 рік. Він тренував її у 34 іграх сезону та привів їх до першого місця у другому дивізіоні, однак БАСКу було відмовлено у виході до Суперліги через фінансові проблеми та невиконання фінансових вимог.

## Особисте життя і смерть
Син Благо Пауновича, Велько, також був футболістом і грав за «Партизан», а пізніше став тренером.
Благоє Паунович помер 9 грудня 2014 року у віці 67 років у місті Белград. Велько, який виграв зі збірною Сербії до 20 років чемпіонат світу 2015 року в Новій Зеландії, присвятив перемогу своєму батькові Благоє.